# Шкляр Василь Миколайович
Васи́ль Микола́йович Шкляр (нар. 10 червня 1951, с. Ганжалівка Лисянського району Черкаської області) — український письменник, політично-громадський діяч. Один із найвідоміших і найбільш читаних сучасних українських письменників. Деякі літературні оглядачі називають його «містиком», «літературним велетнем» та «батьком українського бестселера». Роботи Шкляра перекладено англійською, болгарською, вірменською, шведською, словацькою, російською мовами тощо.
Рішенням Комітету з Національної премії України ім. Т.Шевченка Шкляр був визнаний лауреатом Шевченківської премії 2011 року, але письменник відмовився її отримати у знак протесту проти перебування на посаді Міністра освіти України одіозного українофоба Дмитра Табачника.

## Життєпис

### Ранні роки та освіта

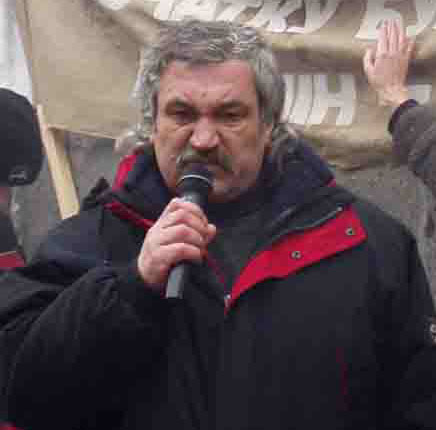
Василь Шкляр на акції «Рукописи горять», лютий 2004

Василь Шкляр народився в селі Ганжалівка Лисянського району на Черкащині, де й пішов до початкової школи. Пізніше родина переїхала до міста Звенигородки, де Василь Шкляр закінчив 10-річну школу зі срібною медаллю (1968), а відтак вступив на філологічний факультет Київського університету. На другому році навчання, Шкляра хотіли вигнати з університету за те, що під час трудового семестру в колгоспі, він бавився бомбою, але йому вдалося уникнути відрахування шляхом тимчасового переїзду у Вірменію, куди він поїхав, аби навчатися за студентським обміном в Єреванському університеті. Згодом Шкляр згадає цей випадок зі свого життя у своїй ранній повісті «Стороною дощик іде». У Єреванському університеті Шкляр студіював вірменську мову й літературу аж до 1972 року і, за власним зізнанням, зміг добре вивчити вірменську мову вже за 2 місяці. Згодом Шкляр тепло згадуватиме свій вірменський період, називаючи його «яскравою сторінкою в [його] житті.» Після повернення в Україну Шкляр у 1973-му році закінчив навчання у Київському університеті.

### Журналістська та літературна кар'єра
Після закінчення університету, Шкляр почав працювати журналістом. Паралельно з журналістською роботою пише свої перші літературні праці, зокрема, у 1970-1980-х роках вийшли друком його перші дорослі збірки повістей та оповідань: «Перший сніг» (1977), «Де твій Остап, Соломіє?» (1979) та «Живиця» (1982). У 1978 році став членом Спілки письменників України. У цей період виходять численні дитячі оповідання та книги Шкляра, зокрема, дитячі збірки «Шовкова нитка» (1976), «Черешня в житі» (1983) та «Шовковий дощик» (1984). Перші романи письменника, що з'явилися у 1986 році («Праліс: Тінь сови») та 1989 році («Ностальгія»), не здобули хоч якогось розголосу та були практично не помічені літературними критиками та звичайними читачами. Так, академічна «Історія української літератури ХХ століття» (1998) не називає жодного твору Шкляра, а його самого дуже побіжно згадує як літератора-початківця зі схожою на Григора Тютюнника стилістикою та як представника «хвилі [літературних] новобранців 70-х — початку 80-х»; альтернативна «Мала українська енциклопедія актуальної літератури» (1998) не згадує Шкляра взагалі.
У період з 1988 по 1998 роки Шкляр займався політичною журналістикою, бував у «гарячих точках». Цей досвід, зокрема, подробиці операції з врятування дружини Алли та родини генерала Дудаєва після його загибелі, Шкляр згодом відтворив у романі «Елементал» (2001).
Популярність як письменника прийшла лише у 1999 році з виходом роману «Ключ», який зібрав низку нагород та був неодноразово перевиданий у різноманітних українських видавництвах. Це був перший твір автора після тривалої паузи — з початку 1990 років. Сам Шкляр пояснив таку тривалу паузу «зміною епох». Шкляр розпочав написання роману ще 1998 року, перебуваючи у лікарні, куди він потрапив зі смертельним діагнозом на лептоспіроз.
У 1999 році Шкляр став членом новоствореної Асоціації українських письменників. У 2000–2004 роках Шкляр працює головним редактором видавництва «Дніпро», куди він пішов задля покращення стану видавництва. У 2009 році виходить найвідоміший роман письменника «Залишенець. Чорний ворон» одночасно у двох видавництвах — київському, «Ярославів вал», та харківському, «Клуб сімейного дозвілля». За цей роман у 2011 році Комітет з Національної премії України ім. Т. Шевченка визнав Шкляра лауреатом премії, але письменник відмовився її отримати на знак протесту проти перебування на посаді Міністра освіти України одіозного українофоба Дмитра Табачника.
У 2011 році Шкляр увійшов до складу журі літературного конкурсу «Юне слово». Наприкінці 2011 року Шкляр також створив Міжнародну благодійну організацію «Фонд Василя Шкляра „Холодноярська Республіка“», основною метою якого було отримати фінансування на виробництво повнометражної екранізації роману «Залишенець. Чорний Ворон».

### Політична кар'єра
У 1991 Шкляр став членом Проводу та прессекретарем Української республіканської партії (УРП) і пробув у лавах цієї партії до 1998 року. У березні 1998 був кандидатом в народні депутати України від виборчого блоку «Національний фронт».
У вересні 2015 року Шкляр знову спробував себе в українській політиці, увійшовши до проводу новоствореної партії УКРОП і пробув у лавах цієї партії аж до її закриття 2020 року.

### Романи
- Сніг (1974) вперше надруковано окремим виданням у збірці: Перший сніг (1977)[20][К 3][К 2][К 4] (прим.: повість)
- Хто твій Остап, Соломіє? (1977), вперше надруковано окремим виданням у збірці: Перший сніг (1977)[20][К 3] (прим.: повість)
- Праліс: Тінь сови (1986)[21]
  - у перекладі російською вперше надруковано під назвою Тінь сови (1990)[22]
  - передрук під назвою Тінь сови: Там де живе душа (2014)[23]
- Ностальгія (1989)[24]
  - передрук під назвою Ностальгія: Що ти знайдеш у минулому - силу чи згубу? (2014)[25]
  - передрук під назвою Спів Божої пташки (2021)[26]
- Ключ (1999)[27]
- Елементал (2001)[28]
  - передрук під назвою Самотній вовк (2018)[29]
- Кров кажана (2003)[30]
  - передрук під назвою Нікуб: Кров кажана (2010)[31]
- Залишенець. Чорний ворон (2009)[32]
  - вперше надруковано під двома різними назвами: видавництво КСД під назвою «Залишинець» (2009),[33] та видавництво Ярославів вал під назвою «Чорний ворон» (2009)[34]
- Маруся (2014)[35]
- Чорне сонце: збірка (2015)[К 5][36]
- Троща (2017)[37]
- Характерник (2019)[38]
- Заячий костел (2024)

### Оповідання, збірки короткої прози (фікшн)
- Де твій Остап, Соломіє? (1979)[11]
- Живиця (1982)[39]
- Турецька нічия (1982).[40]
- Стороною дощик іде (1983)[41]
- Борг (1983).[42]
- Крук-птаха нетутешня (1985).[43]
- Високі гори у Ялті (1988)[44]
- Треба спитати у Бога (2019)[45]

### Збірки прози (нон-фікшн)
- Під ключем журавлиним: документальна повість (1985)[46]
- Вогонь Чорнобиля / Fire of Chornobyl: книга мужності й болю; літопис Чорнобильської трагедії у документах, фактах та свідченнях самовидців (1998)[47]

### Дитячі оповідання, книги
Автор дитячих книжок: «Шовкова нитка», «Черешня в житі», «Шовковий дощик» тощо.
- Шовкова нитка (1976)[48]
- Черешня в житі (1983)[49]
- Шовковий дощик (1984)[50]
- Хорошого потрошку (1987)[51]
- Песик Гав, соловейко, джміль і два жолуді / Woofy the Dog, a Hightingale, a Bumblebee, and two Acorns (2016)[52]
- Помста Баби Яги / Baba Yaga's Revenge (2017)[53]

### Переклади автора
Перші українські переклади Шкляра — це переклади класиків вірменської літератури Акселя Бакунца, Амо Сагіяна, Вагана Давтяна, Вахтанга Ананяна тощо. У пізніші роки чималого розголосу отримали Шкляреві переклади українською таких романів, як «Декамерон» Бокаччо, «Тарас Бульба» Гоголя (за першим виданням 1835 року) тощо.

#### Переклади-інтерпретації
- Микола Гоголь. Репетиція сатани (прозова версія комедії Миколи Гоголя «Ревізор»). Переклад-інтерпретація з російської: Василь Шкляр. 2006 (рік написання; твір так і не був виданий)[56]
- Джованні Боккаччо. Декамерон (30 зі 100 оповідок). Переклад-інтерпретація з італійської: Василь Шкляр;  Київ: Дніпро, 2006. 104 с. іл. ISBN 966-578-161-8 (текст паралельно укр. та італ.)

#### Переклади
- Вахтанг Ананян. Бувальщини і казки гір. Переклад з вірменської: Василь Шкляр; малюнки: Г. Глікман. Київ: Молодь. 1979. 146 стор.
- Мнацакан Тарян. Месник. Переклад з вірменської: Василь Шкляр; художник: С. В. Позняк. Київ: Веселка. 1988. 168 стор. ISBN 5-301-00204-X
- Микола Гоголь. Тарас Бульба. Перша редакція. Переклад з російської: Василь Шкляр; малюнки: Сергій Якутович. Київ: «Дніпро». 2003. 164 стор. ISBN 966-578-114-6 (текст паралельно укр. та рос.)
  - (передрук) Микола Гоголь. Тарас Бульба. Перша редакція. Переклад з російської: Василь Шкляр. Львів: «Кальварія», 2005. 104 стор. ISBN 966-663-179-2 (серія «INDIVIDUAL»)
  - (передрук) Микола Гоголь. Тарас Бульба. Перша редакція. Переклад з російської: Василь Шкляр. Львів: «Кальварія», 2007. 104 стор. ISBN 978-966-6632-46-6
  - (передрук) Микола Гоголь. Тарас Бульба. Перша редакція. Переклад з російської: Василь Шкляр // Микола Гоголь. Зібрання творів: у 7 т.: Т.7. Редколегія: М. Г. Жулинський (голова) та інші. Київ: Наукова думка. 2012. 376 стор.: сс. 58-114. ISBN 978-966-00-1174-8 (Т.7) ISBN 978-966-00-0890-2 (серія) (djvu версія на Chtyvo.org)
  - (передрук) Микола Гоголь. Тарас Бульба. Перша редакція. Переклад з російської: Василь Шкляр. Львів: «Апріорі», 2017. 152 стор. ISBN 978-617-629-379-8

- Віктор Єрофєєв. «Енциклопедія російської душі». Переклад з російської: Василь Шкляр. Київ: Ярославів Вал. 2010. — 224 стор. ISBN 978-966-2151-33-6

### Редактор / упорядник
- Українські народні казки (Книжка перша). Упорядник: Василь Шкляр. Київ: Райдуга. 1994. 320 стор. ISBN 5-7707-2861-2 ISBN 5-7707-2862-0 (серія)
- Українські народні казки. Чарівні, соціально-побутові, про тварин (Книга друга). Упорядник: Василь Шкляр. Київ: Перун. 1994. 650 стор.
- Давит Сасунці. Вірменський народний епос. Переклад з вірменської В. Кочевський; редактор: В. Шкляр; малюнки: А. Токарєв. Київ: Дніпро. 2003. 174 стор. ISBN 966-578-121-9
- Панас Мирний. Повія. За редакцією Василя Шкляра. Львів: ЛА «Піраміда». 2005. 271 стор. ISBN 966-8522-43-5

## Похідні твори
Кінематографічні адаптації
У грудні 2019 році вийшов фільм «Чорний ворон» за романом Василя Шкляра «Залишенець. Чорний ворон». Автори сценарію: Тарас Антипович, за участі Василя Шкляра і Михайла Бриниха.
Театральні адаптації
У березні 2021 року у Луганському обласному академічному українському музично-драматичному театрі вийшла вистава «Ревізор» (альтернативна назва Репетиція Сатани) за неопублікованою прозовою версією-інтерпретацією Василя Шкляра «Ревізор. Репетиція Сатани» — вільною інтерпретацією п'єси Ревізор Миколи Гоголя написану ще 2006 року, але так і не видану через конфлікт з правовласником цієї інтерпретації який викупив права на твір, однак так його й не надрукував. Автори сценарію: Василь Шкляр; режисер: Дмитро Некрасов.

## Нагороди
- 1995 — «Золоте перо», СЖУ[59]
- 1999 — «Золотий Бабай», переможець першого національного конкурсу на кращий гостросюжетний роман (роман «Ключ»)[60]
- 2002 — «Коронація слова», перша премія в номінації «Роман» — за роман «Елементал».[61]
- 2003 — «Спіраль століть», міжнародна премія в жанрі фантастики у номінації «За найкращу україномовну фантастику» (КиївКон-2003, роман «Ключ»)[15]
- 2011 — Національна премія України імені Тараса Шевченка, за роман «Залишенець. Чорний ворон» (Комітет з Національної премії України ім. Т.Шевченка визначив її лауреатом В. Шкляра в середині лютого).
- 2015 — Відзнака «Золотий письменник України» від «Коронації слова».
- 2019 — Всеукраїнська літературна премія імені Василя Симоненка у номінації «За кращий художній твір» за роман «Троща»[62].
- 2020 — Всеукраїнська літературна премія імені Михайла Коцюбинського в номінації «Художня література» за роман «Характерник» (2020).[63]

### Перенесення вручення Шевченківської премії
4 березня 2011 року В. Шкляр звернувся до тодішнього Президента України Віктора Януковича із заявою:
«Шановний пане Президент!
Засвідчую Вам свою повагу і прошу Вас врахувати в Указі з нагоди нагородження лауреатів Шевченківської премії моє прохання про перенесення нагородження мене Шевченківською премією на той час, коли при владі в Україні не буде українофоба Дмитра Табачника.
Моя позиція, пане президент, ніяк не стосується Вас особисто, але поки при владі є Дмитро Табачник, я не зможу прийняти премію.
З повагою Василь Шкляр».
У невдовзі оприлюдненому Указі Президента України В. Януковича № 275/2011 від 4 березня 2011 року «Про присудження Національної премії України імені Тараса Шевченка» Василь Шкляр не згаданий..
17 квітня 2011 року у Холодному Яру Василю Шкляру вперше в історії України була вручена Народна Шевченківська премія («Залізний Мамай»). Вручення відбулося біля пам'ятника на місці останнього бою отамана Василя Чучупаки. Кошти на неї були зібрані меценатами та звичайними громадянами України.

## Особисте життя
- Батько — Шкляр Микола Степанович (1925—1995), службовець
- Мати — Шкляр Оксана Олександрівна (1925—1990), службовець

Має доньку від першого шлюбу Наталю (1982 р.н.), яка тривалий час мешкала в Сполучених Штатах, а зараз переїхала назад в Україну. Вдруге одружився з журналісткою Валентиною Миколаївною (1961 р.н.).
Захоплюється рибальством.

## Зауваги
1. ↑  Примітка: у творах Шкляра епізодично трапляються репліки написані російською, зокрема у прямій мові російськомовних персонажів, цитуванні оригінальних російськомовних документів тощо.
2. 1 2  Примітка: повість "Сніг" вперше вийшла у журналі Дніпро у 1974 році.[10]
3. 1 2  Зміст: Повісті: Сніг, Хто твій Остап, Соломіє?. Оповідання:  Ой у полі..., На гастролях, Дівчина на полюванні, Розмова підслухана ненароком, Кислі Суниці
4. ↑  Примітка: У 1977 році вийшла значно відредагована версія його першої повісті "Сніг", бо книга була занадто еротична й не мала прикмет "радянської звитяжної сучасності". Шкляр згодом згадував, що оригінальний рукопис твору не зберігся, див. детальніше Письменник Василь Шкляр "Чорний ворон" перелетів океан // Урядовий кур'єр, 30 січня 2016
5. ↑  Зміст: "Чорне сонце": невеликий роман; «Танець під чортову дудку»: оповідання, «Крук — птаха нетутешня»: оповідання, «Останній шанс Захара Скоробагатька»: оповідання, «Високі гори у Ялті»: оповідання, «Цілком таємні історії»: оповідання